# Битолски триод
Битолският триод e среднобългарски книжовен паметник, постен триод (трипесник) от последната четвърт на XII век.

## История
В 1898 година ръкописът е донесен в Българското търговско агентство в Битоля от някое от околните села заедно с други славянски и гръцки ръкописи. Йордан Иванов го намира там в 1907 година. Сега той се пази в Научния архив на Българската академия на науките (№ 38), София.

## Описание
Има 101 пергаментни листа с размер 275 х 195 mm. Според Йордан Иванов е писан в село Световраче от Георги Граматик, произхождащ от село Вапа, Дебърско. Част е от постен триод. Наред с обичайните служби съдържа химнографски цикъл на Константин Преславски. Написан е на кирилица, но със следи от глаголица, което се смята за характерна черта за паметници от югозападните български земи. Съществува предположение, че е пряко копие на по-стара, глаголическа книга. Срещат се и музикални знаци. Има честа употреба на самостоятелна тита (Θ), която е писана с черно и червено мастило. Този знак е поставян над отделни думи с цел да се подскаже на певците, че трябва да орнаментират мястото.

## Издания
- Ивановъ, Йорданъ. Български старини изъ Македония. Второ, допълнено издание.   София, Издава Българската академия на наукитѣ, Държавна печатница, 1931. с. 452 - 467.
- Zaimov, J. The Kičevo Triodium. – Полата кънигописьная, 10/11, 1984, 1-202